# Ten Sharp
Ten Sharp är ett nederländskt popband bestående av sångaren Marcel Kapteijn och keyboardisten Niels Hermes. Bandet bildades i mitten av 1980-talet och fick sin största hit med låten "You" i början av 1990-talet.

## Diskografi
- 1991: Under the Waterline
- 1993: The Fire Inside
- 1995: Shop of Memories
- 1996: Roots Live
- 2000: Everything and More (Best Of)
- 2003: Stay